# Geliebte Jane
Geliebte Jane (Originaltitel: Becoming Jane) ist eine US-amerikanisch-britische Filmbiografie über Jane Austen von Julian Jarrold aus dem Jahr 2007.

## Handlung
Jane Austen wächst am Ende des 18. Jahrhunderts als eine Tochter des Reverends Austen in der landwirtschaftlich geprägten Region Hampshire auf. Sie ist energiegeladen, spielt Klavier und schreibt. Ihre Familie will, dass sie den reichen Mr. Wisley heiratet, doch sie leistet Widerstand. Dies empört ihre Mutter, die aus Liebe heiratete und danach in bescheidenen Verhältnissen leben musste.
Jane lernt den irischstämmigen Tom Lefroy (Thomas Langlois Lefroy) kennen, der Jurist werden will. Er kritisiert ihre schriftstellerischen Versuche und gibt ihr den Roman 'The History of Tom Jones, a Foundling' von Henry Fielding zum Lesen. Beide verlieben sich schließlich ineinander. Lefroy stellt sie seinem in London lebenden, vermögenden Onkel vor und will ihn um den Segen für ihre Heirat bitten, aber er stellt fest, dass jemand Jane seinem Onkel gegenüber als eine Mitgiftjägerin denunziert hat. Da Tom vollkommen vom Geld seines Onkels abhängig ist, beugt er sich dessen Verbot der Hochzeit. Nach kurzer Trennung entschließen sich die beiden, gemeinsam durchzubrennen. Während einer Kutschenpanne auf ihrem gemeinsamen Weg nach Schottland, entdeckt Jane in der Manteltasche von Tom einen Brief. Aus diesem erfährt sie, dass seine Familie in Irland in sehr ärmlichen Verhältnissen lebt und auf seine finanzielle Unterstützung angewiesen ist, die er ihnen regelmäßig zukommen lässt. Schließlich erklärt Jane Tom, dass sie mit Blick auf die Armut ihrer beider Familien zu der Überzeugung gelangt sei, dass keine Existenzgrundlage für eine Familiengründung mit ihm vorhanden sei. Tom versucht vergeblich, ihre Zweifel unter Hinweis auf ihre gegenseitige Liebe auszuräumen. Jane besteigt kurz darauf eine Kutsche in die Gegenrichtung zurück zu ihrer Familie.
Viele Jahre später treffen sich die beiden wieder. Jane ist mittlerweile eine erfolgreiche und bekannte Schriftstellerin und noch immer ledig. Tom Lefroy, zwischenzeitlich als Lord Oberrichter in Irland zu Ansehen und Vermögen gelangt, ist verheiratet und benannte seine älteste Tochter nach Jane, die eine große Bewunderin der Autorin ist. Ihr zuliebe gibt Jane schließlich ausnahmsweise eine Lesung, bei der sie aus ihrem Werk „Stolz und Vorurteil“ vorliest, für deren Hauptcharaktere, Miss Elizabeth und Mister Darcy – so die Interpretation des Films – sie selbst und Tom Lefroy als Pate gestanden haben sollen.

## Synchronisation
Die deutsche Synchronbearbeitung erfolgte durch die MME Studios in Berlin nach dem Dialogbuch von Thomas Maria Lehmann unter der Dialogregie geführt von Stefan Fredrich.
| Schauspieler/in     | Rolle              | Synchronsprecher/in  |
| ------------------- | ------------------ | -------------------- |
| Anne Hathaway       | Jane Austen        | Luise Helm           |
| James McAvoy        | Tom Lefroy         | Sebastian Schulz     |
| Julie Walters       | Mrs. Austen        | Astrid Bless         |
| James Cromwell      | Reverend Austen    | Dieter Memel         |
| Maggie Smith        | Lady Gresham       | Ursula Heyer         |
| Lucy Cohu           | Eliza De Feuillide | Arianne Borbach      |
| Anna Maxwell Martin | Cassandra Austen   | Anna Grisebach       |
| Joe Anderson        | Henry Austen       | Alexander Doering    |
| Laurence Fox        | Mr. Wisley         | Matthias Deutelmoser |
| Ian Richardson      | Richter Langlois   | Reinhard Kuhnert     |
| Leo Bill            | John Warren        | Kim Hasper           |
| Jessica Ashworth    | Lucy Lefroy        | Marie-Luise Schramm  |
| Eleanor Methven     | Mrs. Lefroy        | Helga Sasse          |
| Michael James Ford  | Mr. Lefroy         | Werner Ziebig        |
| Helen McCrory       | Mrs. Radcliffe     | Katja Nottke         |
| Tom Vaughan-Lawlor  | Robert Fowle       | Robin Kahnmeyer      |

## Kritiken
Derek Elley schrieb in der Zeitschrift Variety vom 8. März 2007, der Film gleiche in allen Aspekten bis auf den Titel dem Film Stolz und Vorurteil. Anne Hathaway zeige ihr Talent.
Stella Papamichael lobte in der für die BBC verfassten Kritik vom 9. März 2007 den Charme der Hauptdarsteller. Der Film sei zuerst eine soziale Satire, dann werde er zum Melodrama. Anne Hathaway weise „genussvoll würdevollen Elan“ auf.
Das Lexikon des Internationalen Films urteilt: „Keine Biografie, sondern ein rein fiktives Melodrama, das die literarischen Strukturen der Jane-Austen-Romane auf die Protagonistin Jane Austen überträgt. Daraus resultiert sowohl elegantes Ausstattungskino als auch ein einfühlsames Gesellschaftsporträt, das freilich ohne den ironisch-distanzierten Tonfall der Autorin auskommt.“

## Auszeichnungen
Der Film gewann im Jahr 2007 den Truly Moving Sound Award des Heartland Film Festivals. Außerdem bekam er schon vor seinem deutschen Kinostart von der Filmbewertungsstelle Wiesbaden das Prädikat Besonders wertvoll verliehen.

## Hintergrund
Der Film wurde in Irland gedreht. Seine Produktionskosten betrugen schätzungsweise 12,5 Millionen Euro. Der Film hatte seine Weltpremiere am 2. März 2007 auf dem Wonthaggi International Film Festival; in den britischen Kinos startete er am 9. März 2007 und in den US-amerikanischen – am 3. August 2007 (ausgewählte Kinos) bzw. 10. August 2007 (breite Veröffentlichung). Der Film spielte in den britischen Kinos bis zum 1. April 2007 ca. 3 Millionen Pfund Sterling ein. Der deutsche Kinostart war am 3. Oktober 2007. In Deutschland hatte der Film 128.479 Zuschauer.